# Jaime Ignacio del Burgo
Jaime Ignacio del Burgo Tajadura (Pamplona, 31 de julho de 1942) é um político e escritor espanhol, de tendência conservadora e enquadrado atualmente na União do Povo Navarro, partido que mantém um acordo de colaboração política com o Partido Popular, que se dissolveu em Navarra. É filho do também político e historiador franquista Jaime del Burgo.